# Seznam dílů seriálu I Ship It
Toto je seznam dílů seriálu I Ship It. Americký komediální televizní seriál I Ship It byl vysílán v letech 2016–2019. První řada byla zveřejněna na streamovací platformě CW Seed, první dva díly druhé série byly uvedeny na stanici The CW v roce 2019 a její zbytek se následně objevil opět na CW Seed. Celkem vzniklo ve dvou řadách 16 dílů seriálu.

## Přehled řad
| Řada | Díly | Premiéra v USA  | Premiéra v USA   | Stanice v USA  |
| Řada | Díly | První díl       | Poslední díl     | Stanice v USA  |
| ---- | ---- | --------------- | ---------------- | -------------- |
| 1    | 10   | 22. června 2016 | 6. července 2016 | CW Seed        |
| 2    | 6    | 19. srpna 2019  | 29. srpna 2019   | The CW CW Seed |

## Seznam dílů

### První řada (2016)
| Č. v seriálu | Č. v řadě | Původní název                         | Režie       | Scénář                       | Zveřejnění (CW Seed) |
| ------------ | --------- | ------------------------------------- | ----------- | ---------------------------- | -------------------- |
| 1            | 1         | Pilot                                 | Yulin Kuang | Yulin Kuang                  | 22. června 2016      |
| 2            | 2         | Let's Start a Band                    | Yulin Kuang | Yulin Kuang a Julia Prescott | 22. června 2016      |
| 3            | 3         | Even Superman Has a Day Job           | Yulin Kuang | Yulin Kuang                  | 22. června 2016      |
| 4            | 4         | All of These Feelings                 | Yulin Kuang | Yulin Kuang                  | 22. června 2016      |
| 5            | 5         | A Novel Idea                          | Yulin Kuang | Yulin Kuang a Julia Prescott | 29. června 2016      |
| 6            | 6         | Cool Beans                            | Yulin Kuang | Yulin Kuang a Julia Prescott | 29. června 2016      |
| 7            | 7         | A Musical Adventure                   | Yulin Kuang | Yulin Kuang                  | 29. června 2016      |
| 8            | 8         | Battle of the Bands                   | Yulin Kuang | Yulin Kuang                  | 6. července 2016     |
| 9            | 9         | Is That It?                           | Yulin Kuang | Yulin Kuang                  | 6. července 2016     |
| 10           | 10        | Probably Should Have Seen This Coming | Yulin Kuang | Yulin Kuang                  | 6. července 2016     |

### Druhá řada (2019)
| Č. v seriálu | Č. v řadě | Původní název                                                 | Režie                    | Scénář                           | Premiéra v USA (The CW)  |
| ------------ | --------- | ------------------------------------------------------------- | ------------------------ | -------------------------------- | ------------------------ |
| 11           | 1         | Somewhere Magical                                             | Mo Perkins               | Yulin Kuang                      | 19. srpna 2019           |
| 12           | 2         | Superfans                                                     | Mo Perkins               | Yulin Kuang a Ann Lewis Hamilton | 26. srpna 2019           |
| 13           | 3         | The Orb of Truth                                              | Mo Perkins a Yulin Kuang | Philip Labes                     | 29. srpna 2019 (CW Seed) |
| 14           | 4         | Four Times Ella Picked Up the Phone (and One Time She Didn't) | Mo Perkins               | Merigan Mulhern                  | 29. srpna 2019 (CW Seed) |
| 15           | 5         | Spinning Off                                                  | Mo Perkins               | Rachel Kiley                     | 29. srpna 2019 (CW Seed) |
| 16           | 6         | It's Like Magic                                               | Mo Perkins a Yulin Kuang | Ann Lewis Hamilton               | 29. srpna 2019 (CW Seed) |